# Окидачи астме
Окидачи астме или покретачи астме су фактори или стимуланси који доводећи до каскаде интрацелуларних активности изазивају погоршање симптома астме или повећавају степен поремећаја протока ваздуха у дисајним путевима, који могу да резултују нападима астме.  Напад астме карактерише опструкција дисајних путева, хиперсекреција слузи и бронхоконстрикција услед контракције глатких мишића око респираторног тракта. Ово стање прати појава симптома који укључују широк спектар манифестација као што су недостатак даха, кашаљ, стезање у грудима и пискање.
Напад астме обично је посредован процесом запаљења, у коме је окидач који може довести до низа имунолошких одговора посредован различитим типовима имуних ћелија.
Уобичајени окидачи за астму укључују алергене као што су перут кућних љубимаца, гриње, полен и плесни. Од других врста окидача наводи се физичко вежбање, загађивачи ваздуха, дувански дим, влажност, хладан ваздух. И унос одређених лекови такође може играти улогу окидача у изазивању астме.
Иако је предложено да се окидачи астме могу класификовати у три типа: алергијски окидачи, окидачи из окружења и физички окидачи, универзална категоризација окидача астме тек треба да се уради.Друге студије међутим  класификују окидаче астме у психолошке факторе, загађиваче ваздуха, физичку активност, алергене и инфекције.
Астма је изузетно честа хронична болест која погађа преко 26 милиона људи и 7 милиона деце само у Сједињеним Америчким Државама.  Препознавање окидача за астму и његово избегавање може бити једноставан, али ефикасан начин да се пацијент успешно носи  са болешћу и избегне напад астме.  Иако лек за астму тек треба да буде измишљен, различите методе лечења су доступне како за дугорочну контролу тако и за тренутно ублажавање напада астме.

## Патофизиологија
Патофизиологија астме углавном укључује инфламаторни пут, повезан са неколико типова имуних ћелија у телу, углавном Т помоћне ћелије (Th ћелије), Б ћелија и мастоцита. Стимуланс, као што је алерген који долази у контакт са пацијентом са астмом,  активира различите типове имуних ћелија што доводи до запаљењског одговора, изазивајући бронхијалну хиперреактивност, бронхоконстрикцију, прекомерно лучење слузи, опструкцију протока ваздуха и напад астме.
Прво, током фазе сензибилизације, Th ћелије  ступају у интеракцију са дендритским ћелијама, дендритске ћелије ће представити специфични антиген алергена Th2 ћелијама, што ће довести до њиховог развоја.  Након тога, активиране Th2 ћелија  ослобађају интерлеукин-4, врсту цитокина за промоцију Б ћелија, другу врсту имуних ћелија за диференцијацију у Б ћелијама специфичним за меморију и плазма ћелије.  Плазма ћелије ће тада у великој мери производити ИгЕ антитела специфична за алергене, која су заробљена од стране рецептора FCER1, на мастоцитима.
Мастоцити су имуне ћелије које се обично налазе у ткивима изложеним животној средини, као што су кожа, слузокожа респираторног тракта и слузокожа дигестивног тракта.  Опремљени су претходно формираним гранулама напуњеним вазоактивним аминима и протеазама.  Како FCER1 рецептори на мастоцитима хватају ИгЕ антитела која производе Th2 ћелије, они постају осетљиви на специфични алерген.
Због тога ће се мастоцити активирати када су изложени специфичном алергену. Како се алерген везује за ИгЕ антитела на површини мастоцита, долази до кластерисања и формирања унакрсних веза FCER1.  Ово доводи до регрутовања и активације неколико тирозин киназа, врсте ензима који фосфорилише протеин.  Сходно томе, ова активација киназе доприноси интрацелуларном приливу Ca2+ након серије реакција. Повећање нивоа Ca2+ доводи до преуређивања цитоскелета, омогућавајући егзоцитозу и дегранулацију интрацелуларних гранула, чиме се ослобађају вазоактивни амини и протеазе. Ови вазоактивни амини као што су хистамин, хепарин и серотонин који се ослобађају из гранула мастоцита узрокују вазодилатацију, повећану васкуларну пермеабилност, контракцију глатких мишића и повећано лучење слузи.  Ови фактори привлаче еозинофиле и неутрофиле из тела,  што може интензивирати одговор на запаљење. Штавише, повишен ниво Ca2+ такође доводи до активације ензимског пута арахидонске киселине, доприносећи ослобађању липидних медијатора.  Ови липидни медијатори, посебно простагландини и леукотриени изазивају вазодилатацију, повећану васкуларну пермеабилност и контракцију глатких мишића.
Такође, повећање нивоа Ca2+  доводи до активације одређених транскрипционих фактора који индукује транскрипцију проинфламаторних цитокина.  Ови проинфламаторни цитокини као што су ТНФ, интерлеукин-1 и интерлеукин-8 доводе до акутне упале и регрутовања леукоцита.

## Клиничка слика
Један од клиничких симптома астме је отежано дисање услед сужења респираторног тракта, узроковано стварањем слузног чепа и бронхоконстрикције изазване контракцијом глатких мишића.
Други типичан симптом је пискање. Током издисања, турбулентни проток ваздуха гњечи сужени респираторни тракт, што доводи до формирања звука звиждука.
Како лучење слузи није ограничено само на респираторни тракт,  чести су и други симптоми као што су сузење очију и ринитис.
Повећана вазодилатација и васкуларна пермеабилност могу довести до ангиоедема, отока коже и копривњаче.

## Компликације
Код тешких компликација астме изазване окидачима, пошто је вентилација оштећена, може доћи до акутне респираторне инсуфицијенције као последица неадекватне количине кисеоника у циркулаторном систему.  Међу овим компликацијама, истовремени спонтани билатерални пнеумоторакс, поткожни емфизем и пнеумомедијастинум су компликације опасне по живот. Симптоми истовременог спонтаног билатералног пнеумоторакса су диспнеја и плеуритични бол који могу бити изузетно јаки и несразмерни обиму пнеумоторакса. 
Иако су ове компликације ретке, клиничари треба да буду свесни њих, јер дијагноза може бити одложена јер се симптоми преклапају са симптомима погоршања астме. Потребан је висок ниво сумње као и брза радиографија за потврду дијагнозе.

## Уобичајени покретачи астме

### Алергени
Алергијски окидачи су фактори или супстанце које могу изазвати сензибилизацију дисајних путева, упалу, бронхоспазам и друге астматичне симптоме.
Алергени су најчешћи окидач за алергијску астму. Примери таквих покретача астме укључују:
- природне аероалергене као што су гриње кућне прашине, животињски измет и полен,[26]

- кућне љубимце,

- плесни,

- бројне  штеточине.[27]

Када пацијент са астмом удахне или дође у контакт са таквим алергеном, мастоцити у дисајним путевима ослобађају вазоактивне амине и протеазе. Они потома доводе до ослобађања цитокина и посредује у широком спектру инфламаторних и алергијских одговора.

### Покаретачи из животне средине
Фактори животне средине могу повећати ризик од изазивања напада астме. Примери ових фактора укључују:
- вирусне инфекције респираторног тракта,[29][30]
- излагање загађивачима ваздуха (као што је озон),[31]
- промену начина живота која укључује смањење изложености микробима и њиховим производима као што је ендотоксин.

Иако је механизам њиховог деловања још увек непознат, студија ин виво је показала да фактори животне средине доводе до акумулације неутрофилних екстрацелуларних замки (НЕТ) које ослобађају неутрофиле у плућима. Утврђено је да је ово повећано ослобађање НЕТ-а повезано са симптомима астме као што је хиперсекреција слузи.
Други фактор ризика из животнрсредине су излагање формалдехиду,  хемикалија која може изазвати иритацију респираторног тракта. Поред тога, он може да реагује са макромолекулима као што је албумин и може да изазове производњу игЕ антитела која се могу везати за мастоците и довести до хиперреакције респираторног тракта.

### Вежбање
Астма изазвана вежбањем је уобичајена код већине пацијената са астмом. Иако је механизам за такву појаву још увек нејасан, истраживачи су предложили да, како тело губи више кисеоника током вежбања, удише се више хладног и сувог ваздуха.
Пролазак овог хладног и сувог ваздуха изазива губитак слузокоже из респираторног тракта. Промене осмоларности изазване таквим деловањем могу довести до повећаног ослобађања проинфламаторних медијатора као што су цитокини, што доводи до преосетљивости дисајних путева. Хлађење респираторног тракта такође може активирати холинергичке рецепторе, који могу изазвати бронхоконстрикцију и лучење слузи, додатно сужавајући дисајне путеве. Пливачи са астмом могу такође да удишу вишак контаминираног и иритантног ваздуха са једињењем добијеним из гасовитог хлора, што може повећати ризик од напада астме.

### Лекови
Аспирином изазвана астма, или респираторна болест изазвана аспирином, односи се на ситуације у којима употреба аспирина погоршава стања астме. Други нестероидни антиинфламаторни лекови (НСАИД) који инхибирају ензим, циклооксигеназу-1, такође могу довести до напада астме.
Након инхибиције ензима циклооксигеназе-1 од стране НСАИД-а, доћи ће до акумулације арахидонске киселине. Ово би заузврат повећало производњу леукотриена. Леукотриени су инфламаторни медијатор. Акумулација проинфламаторних леукотриена би претерано стимулисала рецепторе цистеинил леукотриена у респираторном систему, што би довело до бронхоконстрикције и прекомерног лучења слузи, чиме би се блокирали дисајни путеви.
Бета-блокатори, или бета-адренергички антагонисти, такође могу да изазову стезање бронха и блокирају деловање других лекова за астму усмерених на бета-рецепторе, што доводи до погоршања стања астме. Због тога, пацијенти са астмом треба да буду опрезни и да обавесте своје лекаре о стању астме.

### Покретачи професионалне астме
Професионална астма је врста астме која настаје као резултат поновљеног излагања агенсу који узрокује или погоршава астму на радном месту.
Примарни узрок професионалне астме варира од ситуације до ситуације, са уобичајеним агенсима као што су:
- метал,
- дизел-гориво,
- средства за чишћење,
- диметил сулфат,
- диизоцијанати,
- латекс,
- персулфат,
- алдехиди,
- изоцијанати,
- дрвена прашина,
- брашно.

Зато у раду са наведеним алергеним треба руковати са великом пажњом и уз примену заштитних средстава.

### Дувански дим
Дувански дим код активних и пасивних пушача може бити окидач за напад астме.  Честице дуванског дима су значајан проблем у затвореним срединама, јер је укупни нивои честица у кућама без пушача једнак  оним у амбијенталном ваздуху, док су нивои у кућама са пушачима често неколико пута виши од нивоа амбијенталног ваздуха.
Честице дуванског дима иритацијом изазивају бронхоконстрикцију и тиме погоршавају стање астме.

### Психолошки окидачи
Бројне студије су  показале да психолошки стрес може бити повезан са већом учесталости напада астме.  Установљено је да пацијенти са психолошким стресом имају смањену свест о контроли астме и мање пожељно физичко здравље.